# Semana Grande de Bilbau

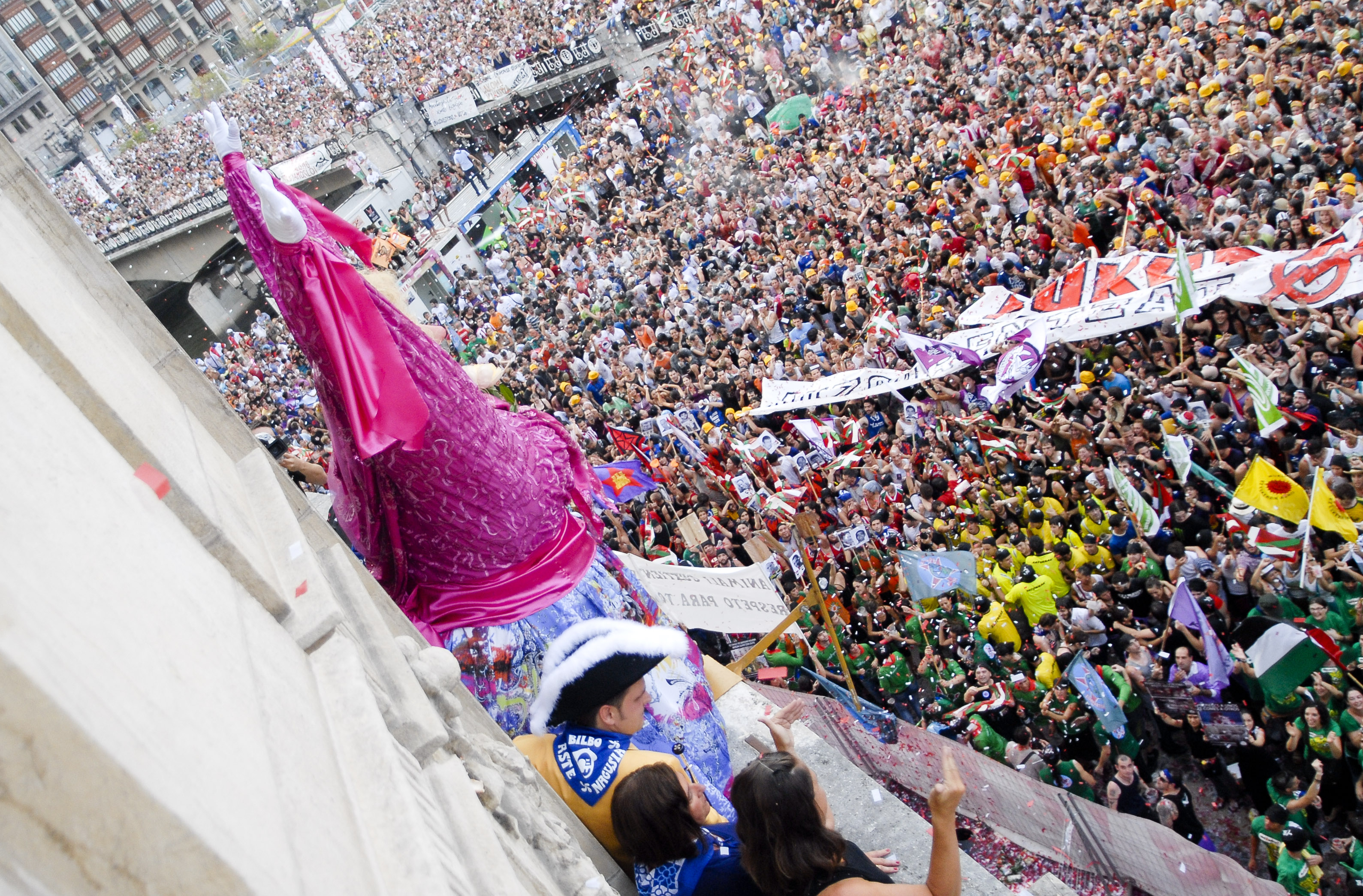
O txupinazo de 2011, a cerimónia que assinala o início da Semana Grande, na varanda do Teatro Arriaga

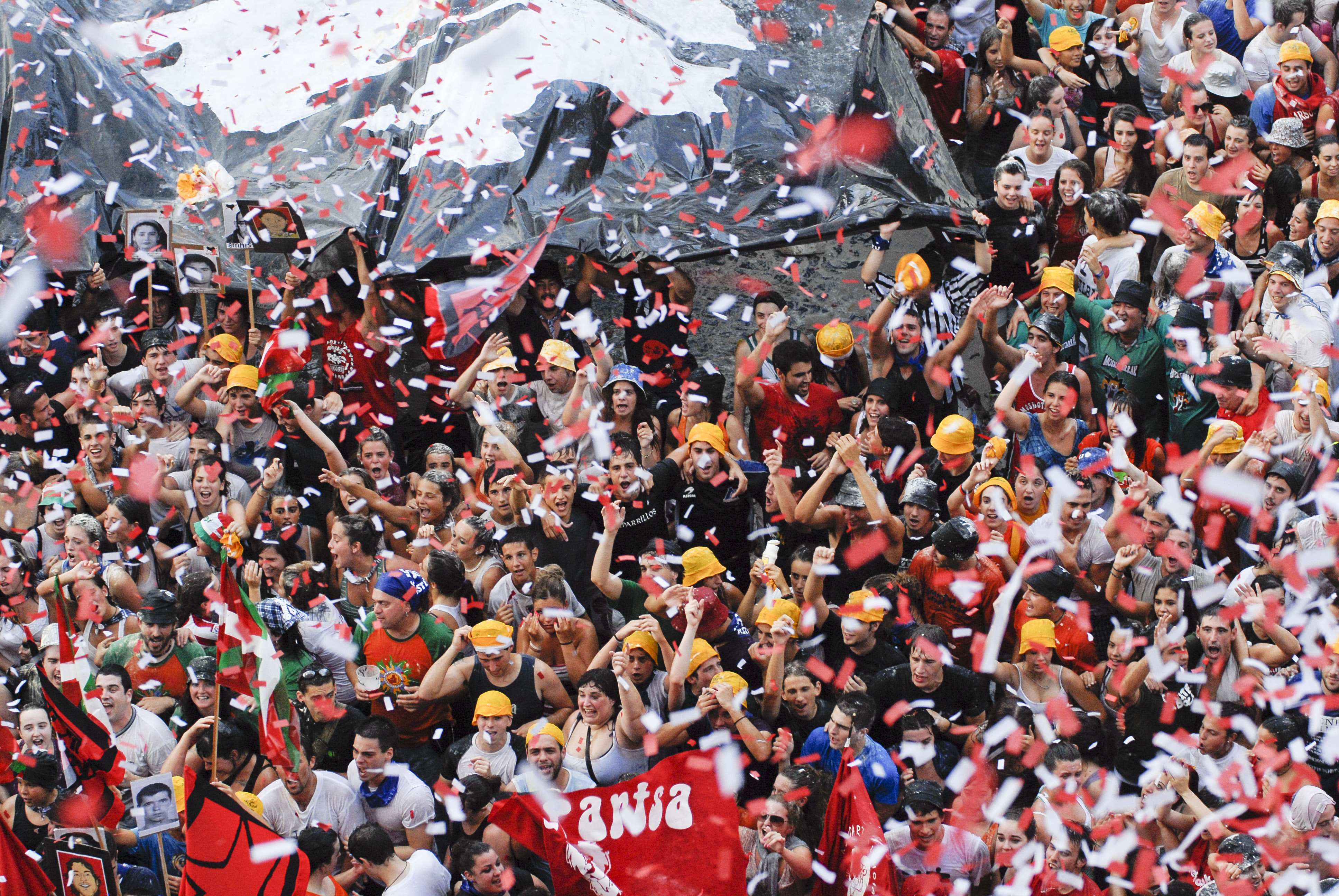
Multidão em festa

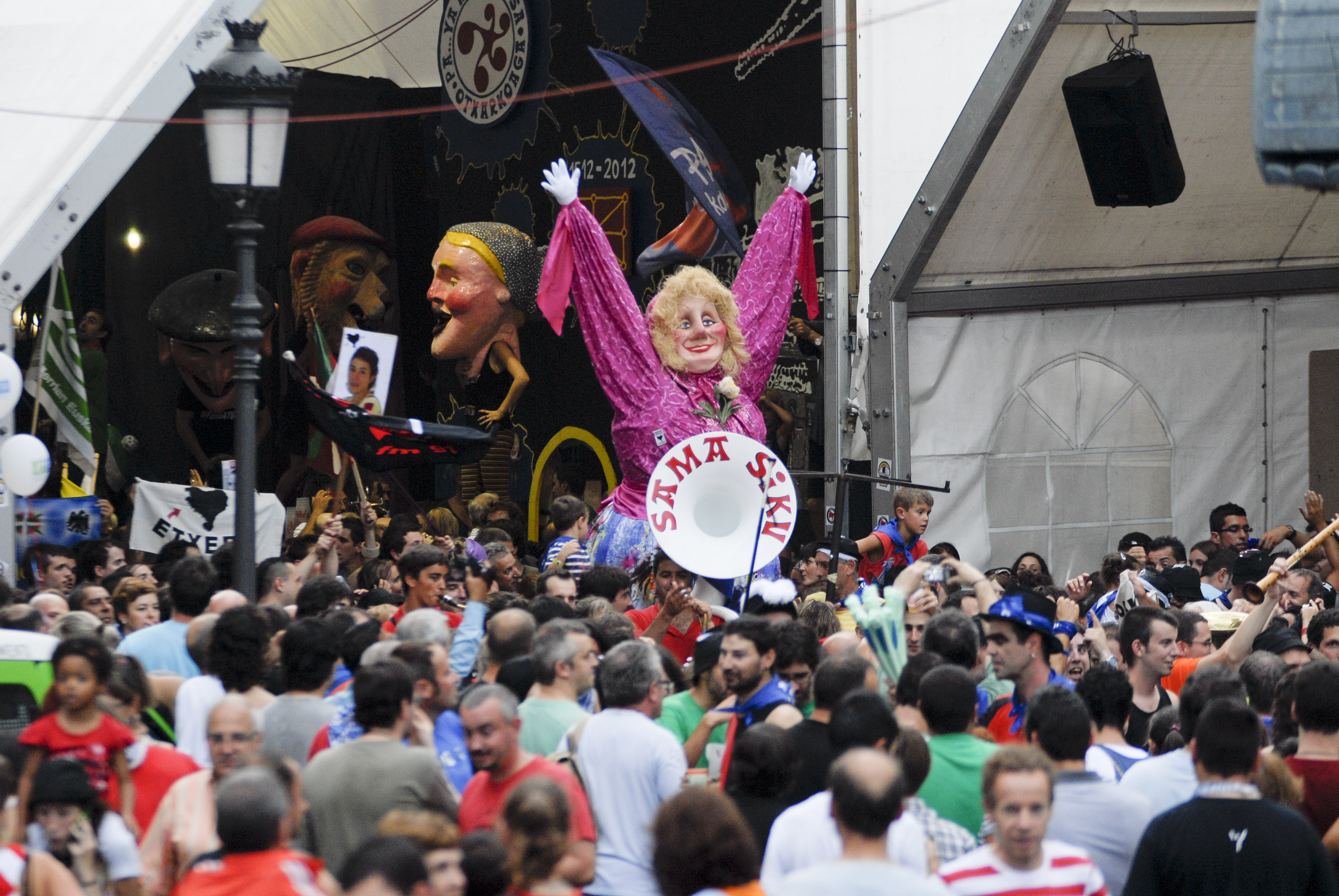
A Marijaia e outros gigantones

A Semana Grande de Bilbau (em basco: Bilboko Aste Nagusia) é a principal festa daquela cidade do País Basco, Espanha. Celebra-se atualmente durante nove dias a partir do sábado seguinte a 15 de agosto, festa da Assunção de Nossa Senhora.

## História
A Semana Grande tal como existe hoje celebra-se desde 1978, mas já anteriormente que em agosto a cidade assistia a visitas de circos, barracas de feira, touradas, combates de boxe e espetáculos tradicionais. O modelo organizativo da Semana Grande resulta de um acordo entre as comparsas, a partir de 2002 integradas na Federación Bilboko Konpartsak, e o ayuntamiento. A origem deste modelo foi o concurso lançado em 1978 pelo município da transição para organizar um novo modelo que fosse de natureza participativa e revitalizasse a caduca Semana Grande do franquismo. O concurso foi ganho pelo projeto apresentado por Txomin Barullo, atualmente uma das comparsas pioneiras de Bilbau, e consistia numa organização conjunta do ayuntamiento, das comparsas, grupos de carácter festivo procedentes de diversos bairros da cidade e representantes de diversas sensibilidades sociopolíticas da época.
Em 1980, o então alcaide Jon Castañares, do Partido Nacionalista Basco, decidiu que o ayuntamiento organizaria sozinho a festa, ao que as comparsas responderam com um boicote, não instalando as suas "txosnas" e não participando em ato algum. A municipalidade foi então forçada a voltar ao modelo colaborativo em 1981.
Em 1983, as festas tiveram que ser suspensas devido às graves inundações produzidas por cheias do Nervión-Ibaizábal. Em 2009, a Aste Nagusia / Semana Grande de Bilbau ficou em primeiro lugar na eleição dos dez Tesouros do Património Cultural Imaterial de Espanha.
Desde 2001 que o início das festas é marcado de um chupinazo (ou txupinazo), foguete lançado da praça do Teatro Arriaga pela txupinera e a leitura do pregão por parte do pregoeiro ou pregoeira.

## Comparsas
As comparsas (konpartsak em basco) são o coração da Semana Grande. Surgiram com o modelo das festas de 1978 e são cuadrillas (grupos) de cidadãos que se agrupam para dinamizar as festas através das txoznas de El Arenal, música e diversas atividades levadas a cabo durante os nove dias. As comparsas não atuam apenas durante a Semana Grande, também o fazem durante os carnavais e a Feira de São Tomás.
Em 2011 existiam 28 comparas, sendo as mais antigas as Arrainak, Bizizaleak, Hontzak, Pinpilinpauxa, Satorrak, Tintigorri, Txomin Barullo e Uribarri.

## Pregoeiro

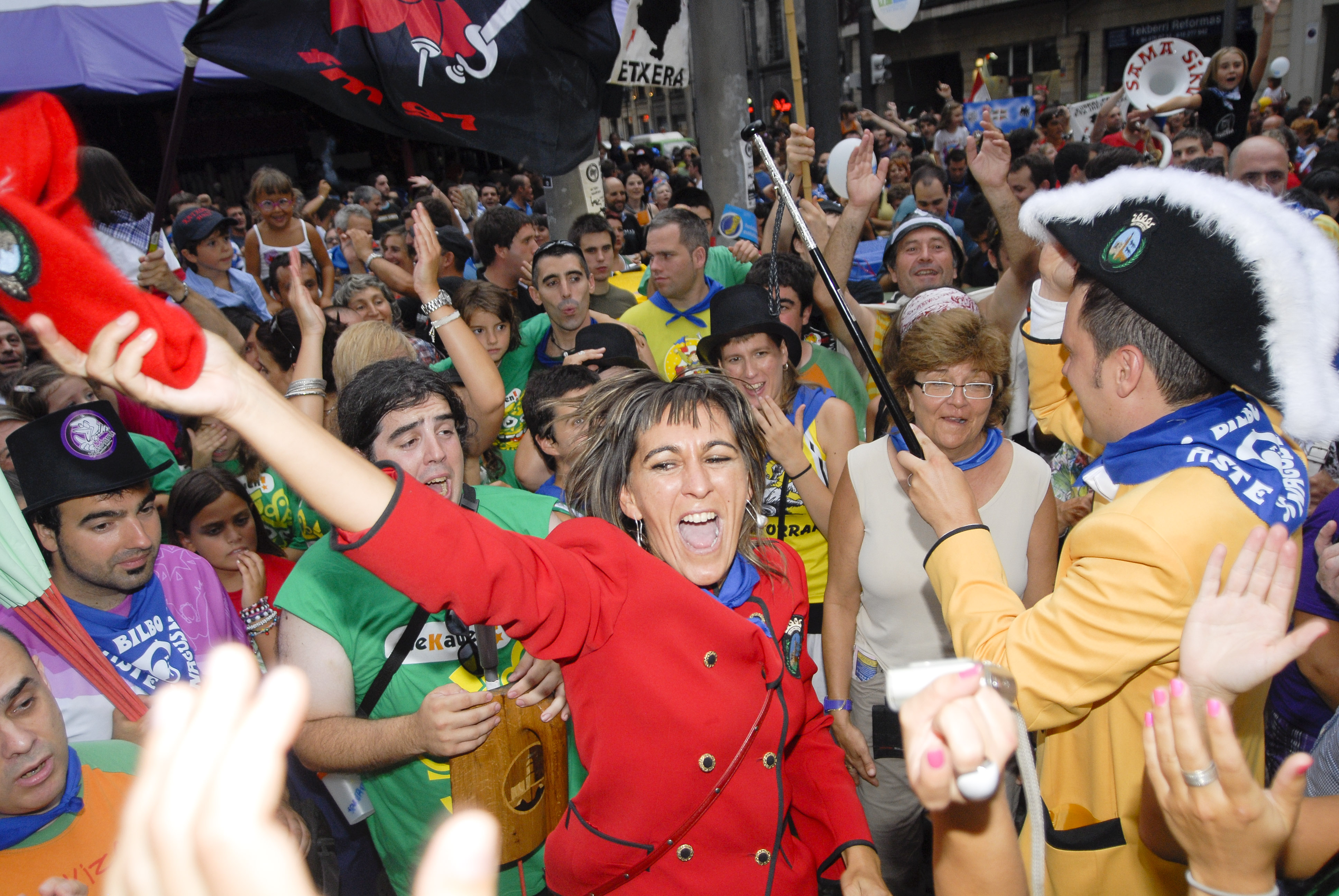
O pregoeiro e a chupinera na Semana Grande de 2011

O pregoeiro é a pessoa encarregada de ler o pregão das festas, incitando as pessoas a participarem. Em 1978, 1979 e 1982 os pregões foram realizados pela coordenadora de comparsas, em castelhano e basco, sendo eleitas duas para que cada uma lesse numa língua. Em 1980 foi o alcaide Jon Castañares quem redigiu e leu o pregão. Nos restantes anos, a comissão mista do ayuntamiento e das comparsas elege uma pessoa conhecida em Bilbau para que seja o pregoeiro na Semana Grande.
Atá 1986 o pregoeiro limitava-se a ler o seu pregão e desaparecia das festas, mas nesse ano, o pregoeiro Natxo de Felipe assistiu, por iniciativa própria, a diversos atos festivos, dando uma maior dimensão ao cargo.
Em 1988 Josepe Zuazo desenhou um uniforme para o cargos, cujas linhas gerais se mantêm até hoje: jaqueta (casaco curto) em fraque amarelo, bicórnio negro emplumado, guerriko (faixa) branca e calças ou saia branca para uso diário ou negro para cerimónia. O uniforme do pregoeiro tem semelhanças com o das milícias liberais que defenderam a villa (cidade) frente aos carlistas durante os cercos de Bilbau.

## Chupinera

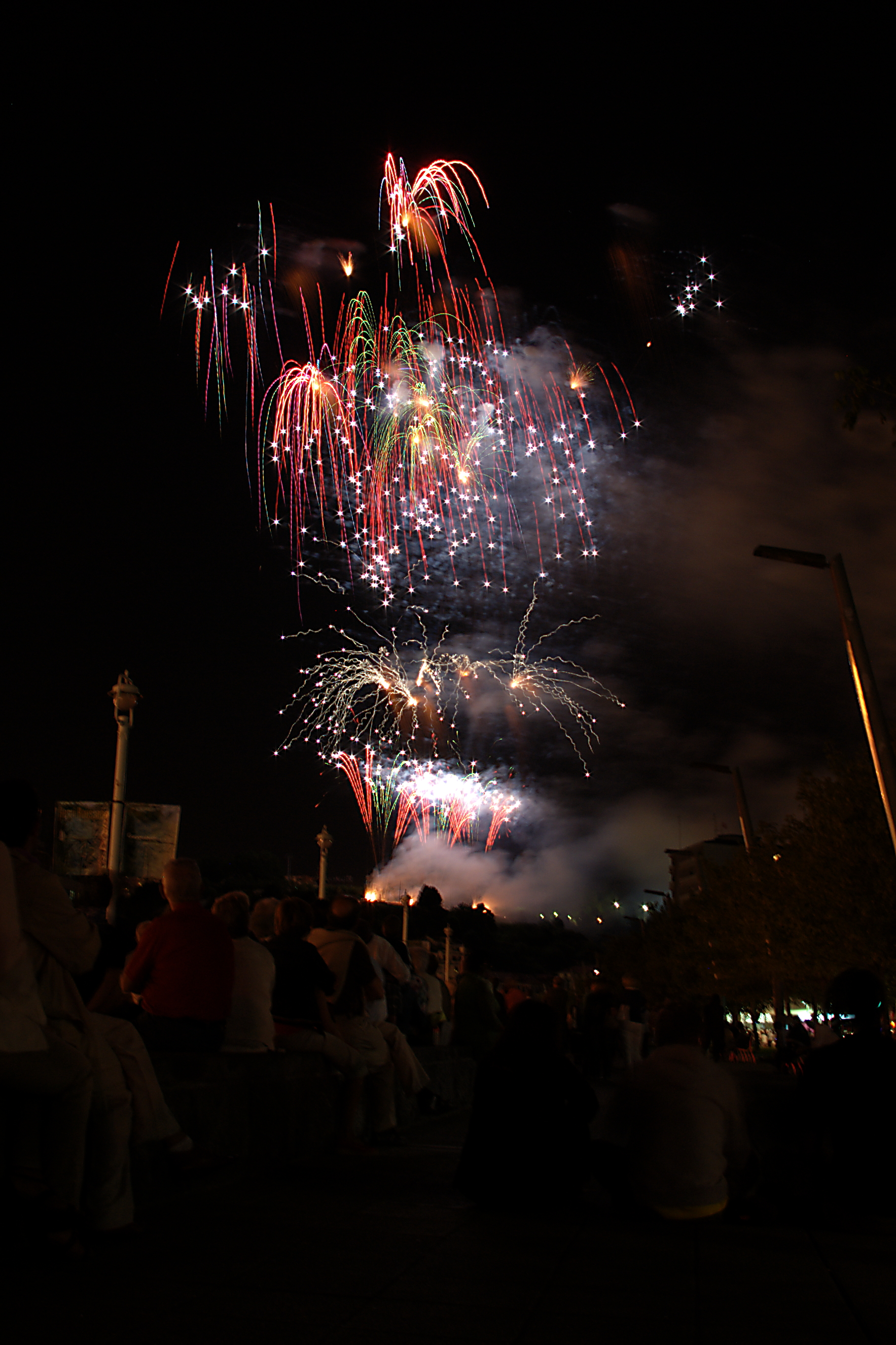
Fogo de artifício noturno

A chupinera é a encarregada de lançar o foguete que anuncia o começo das festas. Em cada ano é eleita entre os membros femininos da comparsa que tenha sido sorteada pela Coordenadora ou Federação de Comparsas; no sorteio não entram as comparsas que tenham sido eleitas em anos anteriores.
Em 1981, além do foguete anunciador das festas, todos os dias a chupinera lançou um foguete às sete da manhã, com o qual se dava início a mais um dia de festas. Nesse ano, devido ao aumento notável de trabalho, elegeu-se um chupinera suplente, que correspondeu à comparsa Kezkalariak.
Em 1985, a Coordenadora de Comparsas encomendou e custeou o uniforme específico para a chupinera, o qual foi desenhado por Alejandro Gutierrez e consta de casaca vermelha, com grandes ombreiras, com divisas e fila dupla de botões dourados, saia negra, boina vermelha com escudo de Bilbau bordado e sapatos de verniz preto com meias brancas. O uniforme, especialmente a característica boina vermelha, tem semelhanças com as das tropas carlistas que assediaram e bombardearam Bilbau durante o primeiro cerco de Bilbau.
- 1978: Ana Isabel Arceniega, comparsa Araba Etxea.
- 1979: María Jesús Aguirregoitia, comparsa Uribarri.
- 1981: Montse Valerio, comparsa Kaixo.
- 1982: Anabel Fernández, comparsa Moskotarrak.
- 1983: Alazne Olabarrieta, comparsa Mamiki.
- 1984: María Ascensión Cruces, comparsa Txintxarri.
- 1985: María Luisa Crespo, comparsa Intxausti.
- 1986: Manoli Cruces, comparsa Gautxoriak.
- 1987: Magdalena Landa, comparsa Ardoa Barrura.
- 1988: Itziar Pagalday, comparsa Zaratarrak.
- 1989: Eva Dolado, comparsa Bizizaleak.
- 1990: Itxaso Goti, comparsa Kaskagorri.
- 1991: Miren Barrutia, comparsa Hau Pittu Hau!.
- 1992: Txelo Martínez, comparsa Tximitxurri.
- 1993: Nerea Ahedo, comparsa Adiskideak.
- 1994: Josune Bañales, comparsa Gogorregi.
- 1995: Sandra Guzman, comparsa Hontzak.
- 1996: Arantza de Jesús, comparsa Hor Dago!.
- 1997: Sonia Charcan, comparsa Aixe Berri.
- 1998: Sonia Villamor, comparsa Kobetas Mendi.
- 1999: Arantza Garbayo, comparsa Pa..Ya.
- 2000: Aitziber Zalbide, comparsa Lehoiak.
- 2001: Berta García, comparsa Irrintzi.
- 2002: Lurdes Luke, comparsa Satorrak.
- 2003: Maite Pérez, comparsa Pinpilinpauxa.
- 2004: Begoña Benedicto, comparsa Askapeña.
- 2005: Aitziber Adell Ateca, comparsa Tintigorri.
- 2006: Marta Gerrikabeitia, comparsa Sinkuartel.
- 2007: Larraitz Cisneros, comparsa Altxaporrue.
- 2008: Isabel Isazelaia, comparsa Algara.
- 2009: Sonia Polo, comparsa Eguzkizaleak.
- 2010: Aratz Irazabal, comparsa Txinbotarrak.
- 2011: Patricia Lezama, comparsa Mekauen.
- 2012: Nerea Orizaola, comparsa Zaratas.
- 2013: Jone Artola, comparsa Txori Barrote. Su nombramiento fue recurrido por Carlos Urquijo, delegado del gobierno en el País Vasco.
- 2014: Loreto Errasti, comparsa Piztiak.
- 2015: Oihana Pascual, comparsa Txomin Barullo.
- 2016: Gisèle Felli, comparsa Komantxe.
- 2017: Ane Ortiz, comparsa Askapeña.

## Marijaia
A Marijaia é o símbolo oficial das festas desde 1978 e desde 1997 que tem uma canção própria, a Badator Marijaia, composta por Kepa Junkera e cuja letra é do escritor euskaldun (basco) Edorta Jimenez. A Marijaia é uma senhora gorducha com os braços no ar como se estivesse a dançar. Nasceu em 19 de agosto de 1978, criada por Mari Puri Herrero, que a desenhou e construiu em apenas cinco, por encomenda da comissão de festas.

## Fogos de artifício
Durante as festas decorre o Concurso Internacional de Fogos de Artifício Vila de Bilbau. Todas as noites é apresentado um espetáculo piroténico, nem todos fazendo parte do concurso.